# 余艳红
余艳红（1962年10月—），女，汉族，湖南邵阳人，中华人民共和国政治人物，现任国家卫生健康委员会党组成员，国家中医药管理局党组书记、局长，中华全国妇女联合会副主席（兼）。曾任广东省人民政府副省长、党组成员，南方医科大学党委副书记、校长。